# زنا کاردمن
زنا ماریا کاردمن (انگلیسی: Zena Cardman؛ زادهٔ ۲۶ اکتبر ۱۹۸۷) یک اخترزیست‌شناس آمریکایی و فضانورد مؤسسه ناسا است. کاردمن جوایز علمی متعددی دریافت کرده است، از جمله بورسیه تحقیقاتی تحصیلات تکمیلی بنیاد ملی علوم و بورسیه تحصیلی ممتاز انجمن روئیس‌تر دریافت کرده است.

## زندگی اولیه و تحصیلات
کاردمن در ۲۶ اکتبر ۱۹۸۷ متولد شد. او مدرک کارشناسی علوم در رشته زیست‌شناسی را از دانشگاه کارولینای شمالی در چپل هیل دریافت کرد، جایی که در زیست‌شناسی تخصص داشت، در شیمی و علوم دریایی گرایش فرعی گرفت و پایان‌نامه افتخاری خود را در زمینه نویسندگی خلاق نوشت.
تحقیقات کاردمن او را به مناطق دورافتاده میدانی از قطب شمال تا قطب جنوب کشاند و شامل چندین سفر دریایی پژوهشی بر روی کشتی‌های تحقیقاتی بود. در دوران حضور در دانشگاه کارولینای شمالی، کاردمن در زمینه زیست‌زمین‌شیمی در نشت‌های هیدروکربنی و دریچه‌های گرمابی مطالعه کرد. در همان زمان، او همچنین با شبکه تحقیقات بوم‌شناختی بلندمدت پالمر در قطب جنوب همکاری داشت. او مدرک کارشناسی ارشد خود را با گروه تحقیقاتی دکتر آندریاس تسکه تکمیل کرد.
در طول اوایل دوران حرفه‌ای خود، کاردمن از تحقیقات ناسا در بریتیش کلمبیا، آیداهو و هاوایی پشتیبانی کرد و معماری‌های عملیاتی برای راهپیمایی فضایی سیاره‌ای (EVA) توسعه داد. او به عنوان مهندس کمکی با انجمن آموزش دریایی کار کرده و در اتاق موتور یک کشتی دو دکله خدمت کرده است. در زمان انتخابش در ژوئن ۲۰۱۷، کاردمن بورسیه تحقیقاتی تحصیلات تکمیلی بنیاد ملی علوم و دانشجوی دکترای علوم زمین در دانشگاه ایالتی پنسیلوانیا بود و در زمینه اخترزیست‌شناسی و جفت‌های ردوکس جدید در زیرسطح زمین مطالعه می‌کرد.

## حرفه در ناسا
پیش از نامزدی به عنوان فضانورد، کاردمن در زمینه علوم و عملیات برای پروژه تحقیقاتی دریاچه پاویون ناسا (۲۰۰۸–۲۰۱۵) و پروژه BASALT (۲۰۱۶–۲۰۱۷) کار کرده بود. در ژوئن ۲۰۱۷، او به عنوان عضو گروه ۲۲ فضانوردان ناسا انتخاب شد و آموزش دو ساله خود را در مرکز فضایی جانسون در هیوستون آغاز کرد.
در ۳۱ ژانویه ۲۰۲۴، ناسا اعلام کرد که کاردمن به عنوان فرمانده مأموریت اسپیس‌اکس کرو-۹ به ایستگاه فضایی بین‌المللی پرواز خواهد کرد. با این حال، هنگامی که ناسا تصمیم گرفت کپسول بوئینگ استارلاینر را در پرواز آزمایشی خدمه بوئینگ بدون سرنشین بازگرداند، کاردمن به همراه استفانی ویلسون، متخصص مأموریت و همکار فضانوردش، از کرو-۹ حذف شدند تا جای کافی برای بازگشت فضانوردان استارلاینر، بری ئی. ویلمور و سونیتا ویلیامز فراهم شود. در ۲۸ سپتامبر ۲۰۲۴، او به همراه درول نیل، مروج ناسا، و با حضور کوتاه ویلسون، مجری پوشش ناسا از پرتاب کرو-۹ بود و در طول پخش نزدیک به پنج ساعته به تفصیل در مورد تجربه نیک هیگ و فضانورد روسکاسموس الکساندر گوربانوف که با موفقیت از پایگاه نیروی فضایی کیپ کاناورال در فلوریدا پرتاب شدند، توضیح داد.
در ۲۷ مارس ۲۰۲۵، کاردمن به عنوان فرمانده مأموریت اسپیس‌اکس کرو-۱۱ معرفی شد.

## زندگی شخصی
از علایق او می‌توان به سنگ‌نوردی، غارنوردی، شعر و پاورلیفتینگ اشاره کرد.

## جوایز و افتخارات
زنا کاردمن جوایز علمی متعددی دریافت کرده است، که از جمله آنها می‌تواند به بورسیه تحقیقاتی تحصیلات تکمیلی بنیاد ملی علوم، بورسیه تحصیلی ممتاز انجمن روئیس‌تر، جایگاه سرپرست دانشگاه (UNC چپل هیل) برای برجسته‌ترین زن ارشد، و بورسیه‌های کنسرسیوم اعطای فضا اشاره کرد.